# Dompierre-les-Ormes
Dompierre-les-Ormes – miejscowość i gmina we Francji, w regionie Burgundia-Franche-Comté, w departamencie Saona i Loara. Nazwa miejscowości pochodzi od imienia św. Piotra.
Według danych na rok 1990 gminę zamieszkiwały 833 osoby, a gęstość zaludnienia wynosiła 28 osób/km² (wśród 2044 gmin Burgundii Dompierre-les-Ormes plasuje się na 280. miejscu pod względem liczby ludności, natomiast pod względem powierzchni na miejscu 183.).